# Milan Rastislav Štefánik (film)
Milan Rastislav Štefánik – czechosłowacki czarno-biały film biograficzny z 1935 w reżyserii Jana Svitáka o słowackim astronomie i polityku M.R. Štefániku.

## Obsada
- Zvonimir Rogoz jako M.R. Štefánik
- Oľga Borodáčová jako matka M.R. Štefánika
- Andrej Bagar jako Martin Javor
- Jan Pivec jako sierżant Král
- Mária Sýkorová jako Kubovička
- Ján Borodáč jako nauczyciel Zikmundík
- Míla Pačová jako madame Jouvenelle
- Božena Svobodová jako włoska królowa
- Karla Oličová jako markiza Juliana de Benzonni
- Rudolf Deyl starszy jako francuski generał
- Antonín Vaverka jako francuski generał
- Ferdinand Hart jako francuski pułkownik
- Ladislav Hemmer jako francuski oficer
- Jaroslav Marvan jako serbski major
- Ferry Seidl jako członek austriackiego Sztabu Generalnego
- Fráňa Vajner jako austriacki żołnierz
- Saša Razov jako austriacki żołnierz
- Julius Baťha jako lekarz wojskowy
- Jan Černý jako lekarz w lazarecie
- František Roland jako przewodniczący Rady Narodowej za granicą
- Jiří Hron jako sekretarz przewodniczącego
- Jaroslav Bráška jako sekretarz Rady Narodowej
- František Kreuzmann jako wydalony legionista
- Bolek Prchal jako legionista
- Antonín Hodr jako brodaty legionista
- Ivan J. Kovačevič jako redaktor
- Ladislav Janeček jako konfident
- František Hlavatý jako komisarz policji
- František Sádek jako student
- Raoul Schránil